# 10th Anniversary TOUR 2010“花鳥風月”
『10th Anniversary TOUR 2010“花鳥風月”』（テンス・アニバーサリー・ツアー・ツーサウザンドテン・かちょうふうげつ）は、日本のロックバンド・レミオロメンの5作目の映像作品。

## 解説
- 初回盤・通常盤 スペシャルフォトブック
- レミオロメンとして最後のDVDとなった。

## 収録曲
1. Starting Over
初出：シングル（2009年7月25日）／「花鳥風月」（2010年3月3日）
2. ロックンロール
初出：「花鳥風月」（2010年3月3日）
3. 1-2 Love Forever
初出：「HORIZON」（2006年5月17日）
4. 蒼の世界
初出：シングル（2005年10月12日）／「HORIZON」（2006年5月17日）
5. 虹をこえて
初出：「花鳥風月」（2010年3月3日）
6. 君は太陽
初出：「花鳥風月」（2010年3月3日）
7. Sakura
初出：配信（2009年2月14日）／「レミオベスト」（2009年3月9日）
8. 粉雪
初出：シングル（2005年11月16日）／「HORIZON」（2006年5月17日）
9. 大晦日の歌
初出：「花鳥風月」(2010年3月3日)
10. 恋の予感から
初出：シングル（2009年11月25日）／「花鳥風月」（2010年3月3日）
11. Tomorrow
初出：「花鳥風月」（2010年3月3日）
12. 東京
初出：「花鳥風月」（2010年3月3日）
13. 花になる
初出：「花鳥風月」（2010年3月3日）
14. 雨上がり
初出：シングル（2003年5月21日）／「朝顔」（2003年11月19日）
15. スタンドバイミー
初出：「HORIZON」（2006年5月17日）
16. 明日に架かる橋
初出：「HORIZON」（2006年5月17日）
17. 花鳥風月
初出：配信（2010年2月17日）／「花鳥風月」（2010年3月3日）
18. 小さな幸せ
初出：「花鳥風月」（2010年3月3日）
19. Your Song
初出：配信（2011年1月19日）
20. 3月9日
初出：シングル（2004年3月9日）／「ether [エーテル]」（2005年3月9日）
21. ありがとう
初出：「花鳥風月」（2010年3月3日）

## ツアー日程
| 公演数 | 開催日         | 会場                                                         | 備考                     |
| ------ | -------------- | ------------------------------------------------------------ | ------------------------ |
| 01     | 2010年5月13日  | 山梨県立県民文化ホール 大ホール                              |                          |
| 02     | 2010年5月14日  | 山梨県立県民文化ホール 大ホール                              |                          |
| 03     | 2010年5月16日  | 森のホール21                                                 |                          |
| 04     | 2010年5月18日  | ベイシア文化ホール （群馬県民会館）                          |                          |
| 05     | 2010年5月19日  | 茨城県立県民文化センター                                     |                          |
| ※      | 2010年5月21日  | 八王子市民会館                                               | 藤巻の体調不良により延期 |
| 06     | 2010年5月23日  | 山形市民会館 大ホール                                        |                          |
| 07     | 2010年5月27日  | 大阪国際会議場 メインホール                                  |                          |
| 08     | 2010年5月28日  | 大阪国際会議場 メインホール                                  |                          |
| 09     | 2010年5月31日  | 渋谷C.C.Lemonホール                                          |                          |
| 10     | 2010年6月1日   | 渋谷C.C.Lemonホール                                          |                          |
| 11     | 2010年6月4日   | 京都会館 第一ホール                                          |                          |
| 12     | 2010年6月5日   | なら100年会館 大ホール                                       |                          |
| 13     | 2010年6月8日   | 三重県文化会館 大ホール                                      |                          |
| 14     | 2010年6月9日   | 長良川国際会議場                                             |                          |
| 15     | 2010年6月12日  | 神奈川県民ホール                                             |                          |
| 16     | 2010年6月19日  | 長崎ブリックホール                                           |                          |
| 17     | 2010年6月20日  | 崇城大学市民ホール （熊本市民会館）                          |                          |
| 18     | 2010年6月23日  | 山口市民会館 大ホール                                        |                          |
| 19     | 2010年6月25日  | 倉敷市民会館                                                 |                          |
| 20     | 2010年6月27日  | 島根県民会館 大ホール                                        |                          |
| 21     | 2010年6月29日  | アルファあなぶきホール （香川県県民ホール） 大ホール         |                          |
| 22     | 2010年6月30日  | 高知市文化プラザかるぽーと 大ホール                          |                          |
| 23     | 2010年7月3日   | 沖縄市民会館 大ホール                                        |                          |
| 24     | 2010年9月1日   | 八王子市民会館                                               | 振り替え公演             |
| 25     | 2010年9月3日   | 盛岡市民文化ホール 大ホール                                  |                          |
| 26     | 2010年9月4日   | 秋田市文化会館 大ホール                                      |                          |
| 27     | 2010年9月7日   | 帯広市民文化ホール                                           |                          |
| 28     | 2010年9月8日   | ニトリ文化ホール                                             |                          |
| 29     | 2010年9月10日  | 稚内総合文化センター                                         |                          |
| 30     | 2010年9月18日  | まつもと市民芸術館                                           |                          |
| 31     | 2010年9月23日  | 郡山市民文化センター 大ホール                                |                          |
| 32     | 2010年9月26日  | 大阪国際会議場 メインホール                                  |                          |
| 33     | 2010年9月28日  | 宇都宮市文化会館                                             |                          |
| 34     | 2010年9月29日  | 大宮ソニックシティ 大ホール                                  |                          |
| 35     | 2010年10月1日  | 静岡市民文化会館                                             |                          |
| 36     | 2010年10月3日  | 福井市文化会館                                               |                          |
| 37     | 2010年10月8日  | とりぎん文化会館 （鳥取県立県民文化会館） 梨花ホール         |                          |
| 38     | 2010年10月10日 | 広島市文化交流会館 （旧 広島厚生年金会館）                   |                          |
| 39     | 2010年10月11日 | ふくやま芸術文化ホール （リーデンローズ） 大ホール           |                          |
| 40     | 2010年10月15日 | 松山市民会館 大ホール                                        |                          |
| 41     | 2010年10月16日 | 鳴門市文化会館                                               |                          |
| 42     | 2010年10月20日 | 富山県民会館                                                 |                          |
| 43     | 2010年10月22日 | 滋賀県立芸術劇場 びわ湖ホール 大ホール                       |                          |
| 44     | 2010年10月24日 | 和歌山県民文化会館 大ホール                                  |                          |
| 45     | 2010年10月29日 | 宝山ホール （鹿児島県文化センター）                          |                          |
| 46     | 2010年10月31日 | 大分文化会館                                                 |                          |
| 47     | 2010年11月2日  | 福岡サンパレス                                               |                          |
| 48     | 2010年11月3日  | 福岡サンパレス                                               |                          |
| 49     | 2010年11月5日  | 佐賀市民会館                                                 |                          |
| 50     | 2010年11月6日  | メディキット県民文化センター （宮崎県立芸術劇場） 演劇ホール |                          |
| 51     | 2010年11月12日 | 仙台サンプラザ ホール                                        |                          |
| 52     | 2010年11月14日 | 青森市文化会館                                               |                          |
| 53     | 2010年11月16日 | 神戸国際会館 こくさいホール                                  |                          |
| 54     | 2010年11月17日 | 神戸国際会館 こくさいホール                                  |                          |
| 55     | 2010年11月23日 | 新潟県民会館                                                 |                          |
| 56     | 2010年11月24日 | 本多の森ホール （旧石川厚生年金会館）                        |                          |
| 57     | 2010年11月26日 | 名古屋国際会議場 センチュリーホール                          |                          |
| 58     | 2010年11月27日 | 名古屋国際会議場 センチュリーホール                          |                          |
| 59     | 2010年11月29日 | 東京国際フォーラム ホールA                                   |                          |
| 60     | 2010年11月30日 | 東京国際フォーラム ホールA                                   |                          |
| 61     | 2010年12月5日  | 山梨県立県民文化ホール 大ホール                              |                          |
| 62     | 2010年12月6日  | 山梨県立県民文化ホール 大ホール                              |                          |
| 63     | 2010年12月8日  | NHKホール                                                    | 追加公演                 |
| 64     | 2010年12月9日  | NHKホール                                                    | 追加公演                 |